# Matts Jylkkä
Matts Jylkkä, född 1713, död 1782, var en finländsk kyrkobyggare. Han byggde bland annat Toholampi gamla kyrka. Hans son var kyrkobyggmästaren Simon Silvén.